# یواس‌اس بوربون
یواس‌اس بوربون (به انگلیسی: USS Bourbon) یک کشتی بود. این کشتی در سال ۱۷۸۳ ساخته شد.